# Giacomo Conti
Giacomo Conti   (Palerm, 24 de juny de 1918 - Verona, 8 de juliol de 1992) fou un pilot de bob i aviador italià que va competir durant la dècada de 1950.
Durant la Segona Guerra Mundial va lluitar a la Regia Aeronautica. Posteriorment, el 1956 va prendre part en els Jocs Olímpics d'Hivern de Cortina d'Ampezzo, on guanyà la medalla d'or en la prova de bobs a dos del programa de bob. Formà parella amb Lamberto Dalla Costa. Aquesta fou l'única medalla d'or aconseguida per l'equip amfitrió en aquests Jocs.